# Aldo Patocchi
Aldo Patocchi (Basilea, 22 luglio 1907 – Lugano, 4 settembre 1986) è stato un incisore, giornalista e illustratore svizzero di lingua italiana.

## Biografia
Nato a Basilea, nella Svizzera tedesca, figlio di Luigi, impiegato nelle Poste svizzere e poi eletto in Consiglio nazionale nel 1919, e di Sophie Elise Keller, aveva due fratelli, Elmo e Pericle. Nel 1913 la famiglia si trasferì in Canton Ticino e poi nel 1915 a Lugano, dove Patocchi frequentò le scuole; il suo insegnante di ginnasio, lo scrittore Giuseppe Zoppi, lo avviò agli studi artistici facendogli conoscere Ettore Cozzani, direttore della rivista milanese L'Eroica, per la quale iniziò a collaborare dal 1925. Proprio in questo periodo iniziò ad illustrare da autodidatta, pubblicando nel 1928 il primo ciclo di xilografie noto come Fremiti di selve. Tra il 1925 e il 1931 vinse quattro borse di studio federali e nel 1932 ricevette la medaglia d'oro alla Triennale delle arti decorative di Monza, primo dei numerosi premi ricevuti alle esposizioni nazionali e internazionali alle quali parteciperà con assiduità. 
Dal 1934 diventò caporedattore del settimanale Illustrazione Ticinese, affermandosi come protagonista della grafica ticinese del XX secolo ed entrando in numerose giurie e commissioni elvetiche, tra cui la commissione d'acquisto per la collezione grafica del Politecnico di Zurigo. Sempre dal 1934 al 1939 fu presidente della sezione ticinese della Società svizzera dei pittori, scultori e architetti. È considerato tra i maggiori xilografi contemporanei. Dal 1938 al 1977 fu sovrintendente dei musei di Lugano.
Avviato all'attività di illustratore figurativo, raggiunse in breve una propria cifra stilistica, attingendo dallo Stile Liberty ma poi concentrandosi sulle contrapposizioni tra bianco e nero. La sua scelta artistica sottintendeva la concezione eroica della dignità umana, in particolare quella contadina (avendo lui un amore dichiarato per i paesaggi ticinesi) e concentrando l’espressività nei contrasti delle luci e delle ombre e nelle sapienti vibrazioni del tratteggio. Dal secondo dopoguerra prevalse la tecnica impostata sulle variazioni di luce di un comune tratteggio orizzontale e una composizione irrigidita, proprio per influenza dell'avvento della televisione. Lo stesso Patocchi affermò che lo schermo della tv gli suggerì la tecnica per esprimere quel "grigio assedio tecnologico" che negli anni cinquanta stava "invadendo" anche il Ticino. Dal 1950 al 1962 fu membro della fondazione Pro Helvetia. Sempre nel 1950 allestì la prima "Biennale del bianco e nero".
Morì a Lugano il 4 settembre 1986, all'età di 79 anni.